# Caçadors de tresors
Caçadors de tresors (rus: Либерея: Охотники за сокровищами, transcrit com a Libereia: Okhotniki za sokrovisxami) és una pel·lícula russa d'acció i aventura del 2022 dirigida per Gleb Orlov. Una pel·lícula sobre la recerca de la llegendària biblioteca d'Ivan el Terrible. Es va estrenar als cinemes el 27 d'octubre de 2022 a càrrec de Central Partnership. S'ha doblat i subtitulat al català.